# María Arias de Ugarte
María Arias de Ugarte († 1647, Santafé de Bogotá) fue una encomendera neogranadina del siglo XVII.

## Biografía

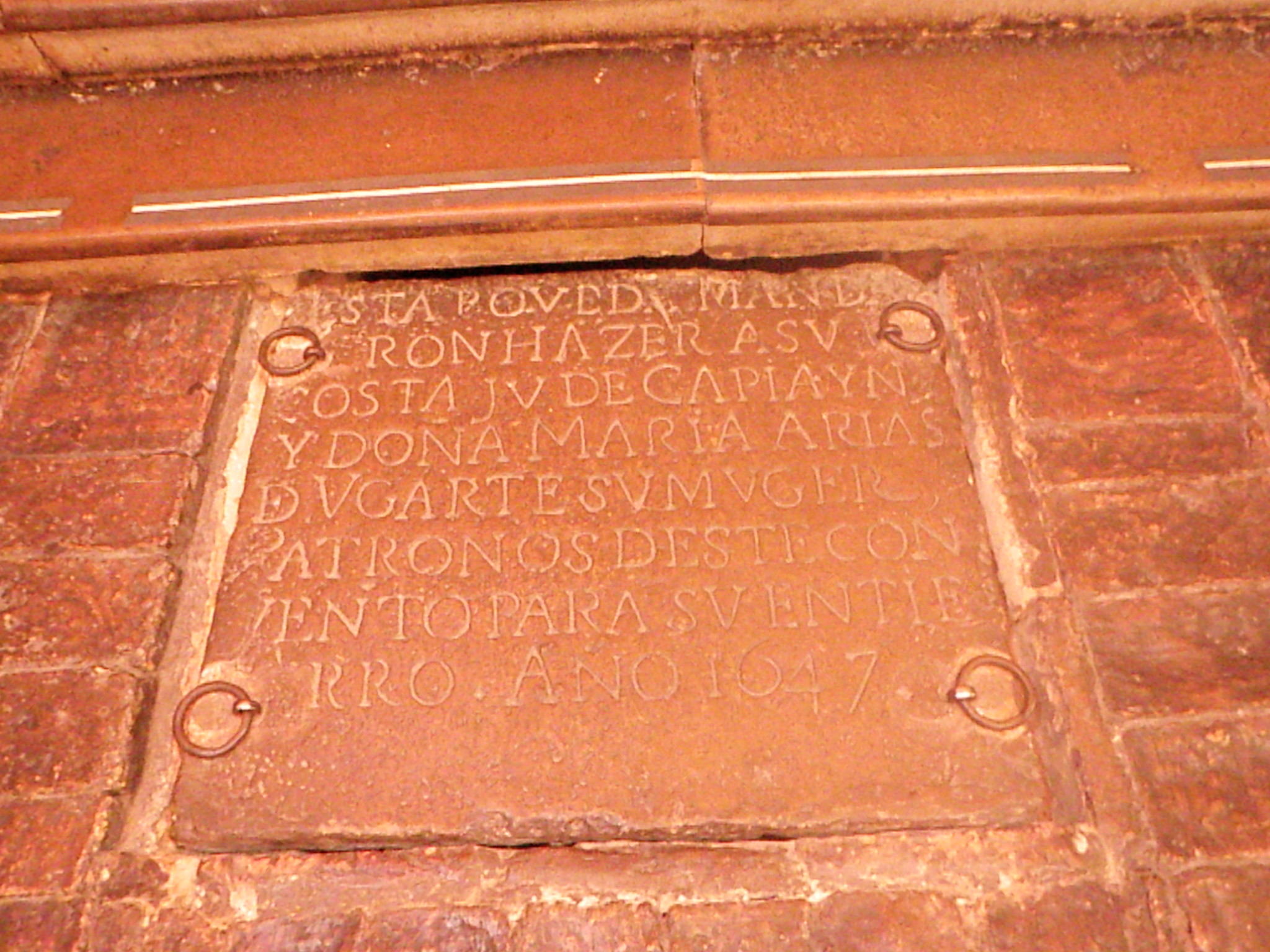
Cripta de María Arias de Ugarte y Juan de Capiayn en la Iglesia de Santa Clara de Bogotá.

Nacida en Santafé de Bogotá. Era hija de don Diego Arias de Ugarte y de doña Isabel González, ambos nacidos en Santafé de Bogotá, y sobrina por línea paterna del arzobispo Fernando Arias de Ugarte. Su padre fue regidor de Santa Fe, contador de la Real Hacienda desde 1606 hasta 1617, y encomendero de Techo e Ingativá (la actual Engativá). Su abuelo por línea paterna era don Hernando Arias Torero, natural de Cáceres, Extremadura (España). Se conserva un cuadro que representa La Piedad, del pintor Baltasar Vargas de Figueroa, en el que aparecen los donantes, doña María Arias de Ugarte y su último esposo, Juan de Capiayn.
Doña María se casó en secreto con el capitán Lorenzo de Cerrada, natural de Mérida (Venezuela); el matrimonio se hizo secretamente para que don Lorenzo no perdiera sus encomiendas, puesto que doña María también era encomendera. La pareja tuvo un hijo, llamado Juan Cerrada, fallecido a los dieciséis años. En segundas nupcias, doña María se casó con don Francisco de Noboa Maldonado, natural de Santafé de Bogotá; en terceras nupcias casó con don Manuel de Atienza Velásquez, con quien disolvió el matrimonio, y en cuartas nupcias se casó con Juan de Zapiain (o Capiayn), natural de  Fuenterrabía, Guipúzcoa (España). El 30 de septiembre de 1633 don Sancho Girón le concedió a doña María la encomienda de Santiago de Chocontá.
En 1639 el protector de indios presentó una queja formal en contra de la encomendera de Chocontá, doña María Arias de Ugarte, por haber ocupado a 37 de los 345 indios de su encomienda sin haber contado con su consentimiento, además de haber empleado en una obra, durante cuatro años, a siete indios a los que les pagó un sueldo inferior al estipulado por las Leyes de Indias; en esa misma ocasión, los indios se quejaron de que la encomendera solo les pagaba 4 reales por transportar mercancías de Chocontá a Santafé. En 1654, por medio de una Real Cédula facultativa, la encomienda de Chocontá pasó a doña Eufrasia de Zapiaín, probablemente luego de que estuviera temporalmente bajo la dirección de don Fernando de Olmos Venero, designado por doña María Arias de Ugarte.
Doña María Arias de Ugarte fue la más grande benefactora del convento e Iglesia de Santa Clara de Bogotá, a la que donó dinero y varios elementos de su oratorio particular. Su casa estaba ubicada sobre la Calle Real (la actual carrera séptima), cerca de la Plaza Mayor (la actual Plaza de Bolívar) hacia el costado norte.
En la Catedral Primada de Bogotá, doña María hizo disponer una capilla para misas para la que mandó poner un relicario de plata con parte de la cabeza de santa Águeda. En las capellanías religiosas y laicales de doña María, se solicitaba que, a las muertes de ella y de su marido, Juan Capiayn, se hicieran misas cantadas y rezadas en el Convento de Santa Clara, con diácono y subdiácono, durante diversas festividades del año. Con respecto a las misas rezadas, solicitaba que se rezaran todos los miércoles del año y todos los viernes, y que en el mes de noviembre se rezaran novenarios por ella y por Juan Capiayn, su esposo, y una misa en cada uno de los siete viernes del Espíritu Santo, y todos los sábados del año, todos los jueves, los lunes, y ocho misas rezadas el día del Corpus Cristi. También hizo adecuar un oratorio en la Iglesia de Santa Clara para que se dijeran misas por sus familiares, allegados, y por los indios de su encomienda.
Tras su muerte, fue enterrada en la Iglesia de Santa Clara de Bogotá, junto a las gradas de acceso al altar, en una cripta que tiene una loza en la que se lee la siguiente inscripción: «Esta bóveda mandaron hacer a su costa Ju (Juan) de Capiayn y doña María Arias de Ugarte patrona de este convento para su entierro. Año de 1647».